# Eugeniusz Grela
Eugeniusz Ryszard Grela (ur. 13 lipca 1952 w Nowej Wsi koło Krasnobrodu) – polski zootechnik, profesor nauk rolniczych, profesor zwyczajny Uniwersytetu Przyrodniczego w Lublinie, prorektor tej uczelni w latach 2016–2018.

## Życiorys
W 1977 ukończył studia na Wydziale Zootechnicznym Akademii Rolniczej w Lublinie. Doktoryzował się w 1982. Stopień naukowy doktora habilitowanego w zakresie zootechniki uzyskał w 1990 na uczelni macierzystej w oparciu o pracę Wpływ zbóż i pasz białkowych w mieszankach dla tuczników na otłuszczenie tusz i zawartość kwasów tłuszczowych w słoninie, sadle i wątrobie. Tytuł naukowy profesora nauk rolniczych otrzymał 29 marca 1996.
W latach 1976–2008 związany jako nauczyciel akademicki z lubelską Akademią Rolniczą, na której w 2001 objął stanowisko profesora zwyczajnego. W 1995 został dyrektorem Instytutu Żywienia Zwierząt, który z jego inicjatywy został przekształcony w Instytut Żywienia Zwierząt i Bromatologii. W 2005 utworzył w tym instytucie Zakład Bromatologii i Fizjologii Żywienia, którego był kierownikiem. Po przekształceniu Akademii Rolniczej w Uniwersytet Przyrodniczy w Lublinie (2008), sprawował w kadencjach 2008–2012 i 2012–2016 funkcję dziekana Wydziału Biologii i Hodowli Zwierząt. W 2016 został wybrany na prorektora Uniwersytetu Przyrodniczego w Lublinie na kadencję 2016–2020. W listopadzie 2018 zrezygnował z tej funkcji, jako powód wskazując troskę o dobro uczelni „w związku z kontrowersjami, jakie wywołało przedstawienie przez niego niestosownych treści podczas wykładu ze studentami”.
Specjalizuje się w bromatologii, fizjologii żywienia (głównie świń), paszoznawstwie i żywieniu zwierząt. Opublikował ponad 380 prac, w tym ok. 250 oryginalnych. Został członkiem rad naukowych czasopism „Medycyna Weterynaryjna” i „Trzoda chlewna”. Odbył kilka staży naukowych, m.in. w latach 1992–1993 był stypendystą Fundacji Alexandra von Humboldta na Uniwersytecie w Getyndze. Został członkiem Komitetu Nauk Zootechnicznych i Akwakultury PAN. W latach 2008–2012 był członkiem rady naukowej Instytutu Zootechniki Państwowego Instytutu Badawczego, w 2012 został członkiem rady naukowej Instytutu Fizjologii i Żywienia Zwierząt im. Jana Kielanowskiego PAN.
Odznaczony Złotym Krzyżem Zasługi (1999) i Medalem Komisji Edukacji Narodowej.